# Sergei Pawlowitsch Djagilew

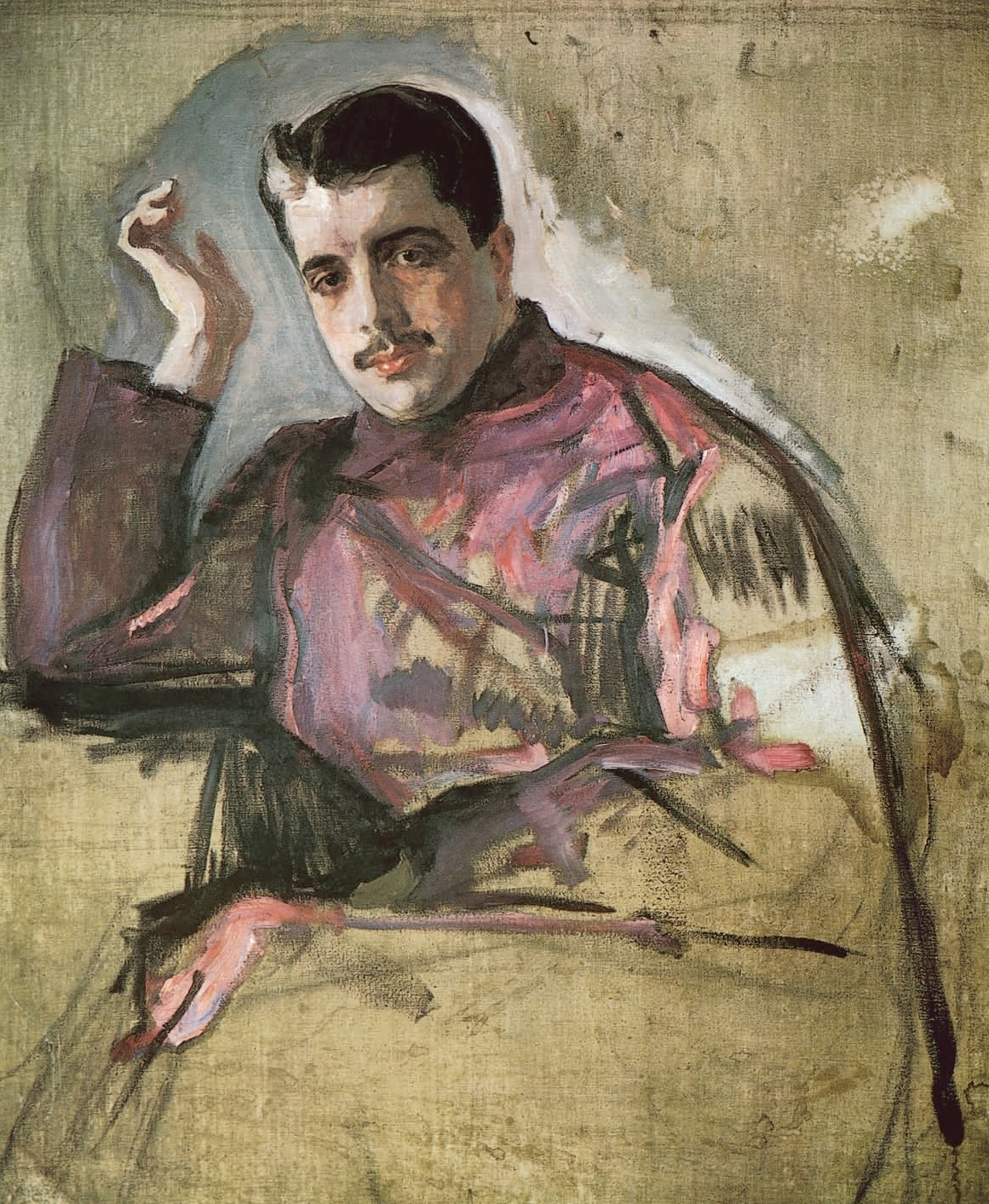
Sergei Pawlowitsch Djagilew, Porträt von Walentin Alexandrowitsch Serow aus dem Jahr 1909

Sergei Pawlowitsch Djagilew (russisch Серге́й Па́влович Дя́гилев; wissenschaftliche Transliteration Sergej Pavlovič Djagilev; französische Transkription Serge Diaghilev; * 19. Märzjul. / 31. März 1872greg. in Selischtschi, Russisches Kaiserreich, im Perevoskij Rajon in der Oblast Nischni Nowgorod; † 19. August 1929 in Venedig) war ein russischer Herausgeber, Kunstkritiker, Kurator und Impresario.
Der überzeugte Sankt Petersburger trug maßgeblich dazu bei, die russische Kunst der Jahrhundertwende, insbesondere das Ballett, auch im westlichen Ausland bekannt zu machen. Seine Aufführungspraxis des von ihm gegründeten Ballets Russes etablierte, zusammen mit der Avantgarde der Musik, Choreographie und szenischen Kunst, eine choreographisch und szenisch vollkommen neue Form, die in der Arbeit von Igor Strawinsky, Michel Fokine, Vaslav Nijinsky, Ninette de Valois und George Balanchine den Neoklassizismus im Ballett begründete und die Ballettkunst im 20. Jahrhundert prägte.

## Leben

### Die frühen Jahre

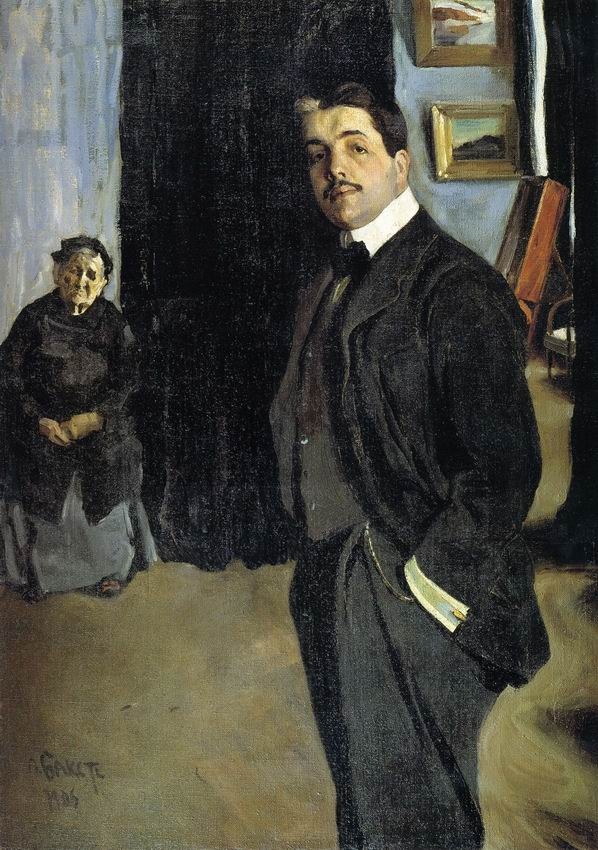
Leon Bakst: Porträt von Serge Djagilew mit seiner Großmutter, 1906

Sergei Djagilew zog 1890 nach Sankt Petersburg. Ursprünglich wollte er dort Rechtswissenschaft studieren, fühlte sich aber bald wesentlich mehr zum florierenden Kunst-, Musik- und Theaterleben in der Stadt hingezogen. Er selbst probierte sich in der Musik, der Malerei und dem Ballett, bemerkte aber schnell, dass sein eigenes Talent seinen Ansprüchen nicht genügte.
Erst auf einer Europareise Mitte der 1890er entdeckte er seine wirkliche Begabung. Er begann Gemälde, alte Möbel und Bronzegegenstände zu sammeln, er besuchte Theater und Museen, traf Émile Zola, Jules Massenet, Charles François Gounod und Arnold Böcklin. Es zeigte sich, dass er die ausgesprochene Fähigkeit besaß, Künstler und Kunst zusammenzubringen. Der Tätigkeit, Kunst zu propagieren, widmete er sein gesamtes weiteres Leben.
Noch in Sankt Petersburg gründete er unter anderem mit den Malern Alexander Benois (Alexander Nikolajewitsch Benua), Léon Bakst (Lew Samoilowitsch Bakst) und Konstantin Somow das fortschrittliche Kunstmagazin Mir Iskusstwa (Die Welt der Kunst 1899–1904), mit dem er das Kunstleben der Stadt stark beeinflusste. 1899 wurde er künstlerischer Berater des kaiserlichen Theaters in Moskau und inszenierte dort zahlreiche Opern und Ballette.
Von 1904 bis 1908 zeigte er russische und andere Kunst im Ausland. Er begann mit einer Ikonenausstellung in Paris, gab danach Konzerte in der Grand Opéra mit Werken von Michail Glinka, Alexander Borodin, Modest Mussorgski, Nikolai Rimski-Korsakow, Pjotr Iljitsch Tschaikowski und Alexander Skrjabin. Djagilew weigerte sich stets, bewährte Konzepte zu wiederholen und setzte auf neue, spektakuläre, oft als skandalös empfundene. 1906 wurde Paris sein Lebensmittelpunkt.

### Ballets Russes
Seine größte bleibende Leistung erbrachte Djagilew im Bereich des Balletts. 1909 stellte er aus den besten Tänzerinnen und Tänzern des Landes das Ensemble Ballets Russes zusammen. Dieses bereiste große Teile der Welt und machte das russische Ballett bekannt. Nach der Oktoberrevolution blieben Djagilew und das Ensemble im Ausland.
Sowohl aufgrund seiner spektakulären Vorstellungen, die nicht immer finanzielle Erfolge waren, aber auch aufgrund seiner Sammelleidenschaft, in späteren Jahren u. a. für russische Bücher, Puschkin-Briefe und Autogramme, waren seine finanziellen Verhältnisse stets prekär. Auch die großzügige Unterstützung von Gabrielle Coco Chanel für einzelne Projekte half wenig.

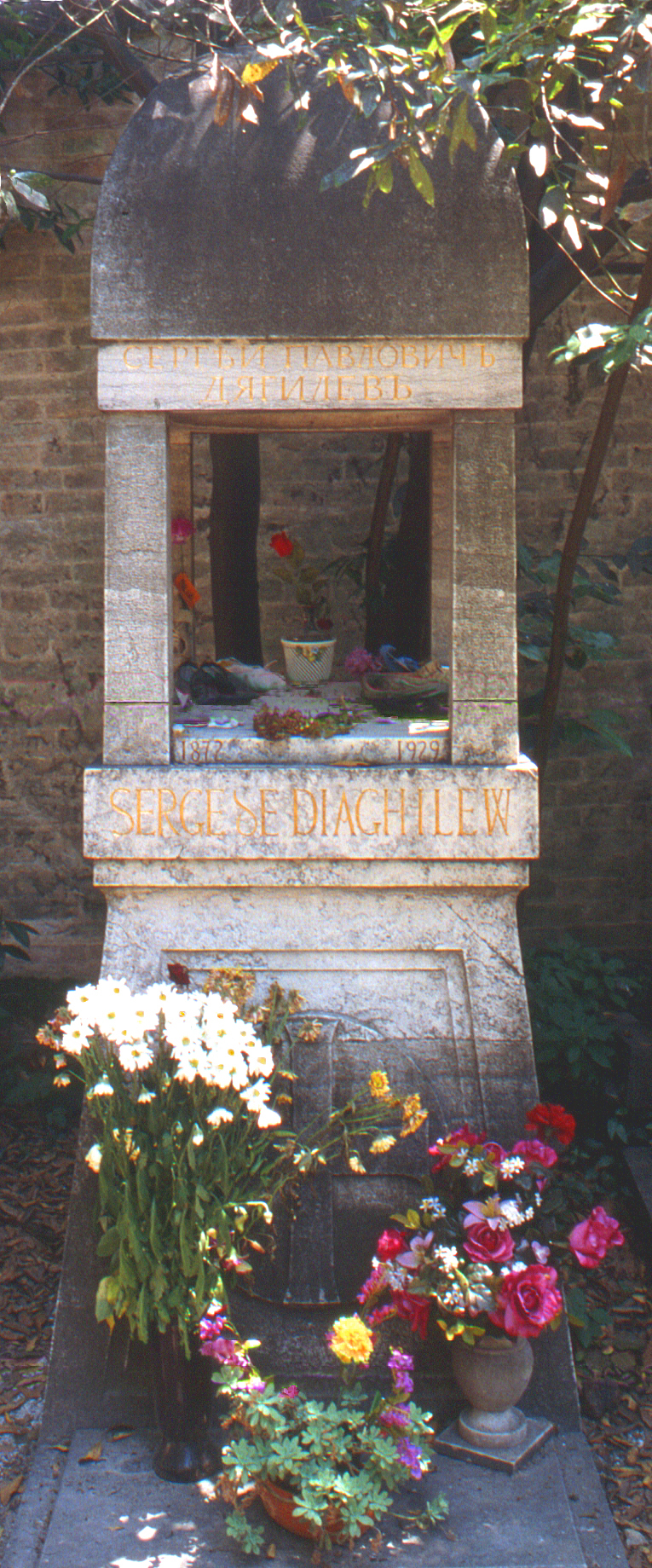
Grabstein für Sergei Pawlowitsch Djagilew im Juni 2005 auf der Friedhofsinsel San Michele in Venedig. Ballettschuhe, Briefe, Steine und Blumen wurden auf der Grabplatte niedergelegt.

1910 organisierte er die erste von 20 Ballett-Spielzeiten in Paris. Diese Periode war von enormem Wert für die Entwicklung des Balletts als ausführende Kunst im Theater. Er förderte das russische Ballett mit berühmten Tänzern wie Anna Pawlowa und Vaslav Nijinsky, mit dem er mehrere Jahre liiert war.
Djagilew verwendete Musik von bekannten Komponisten wie Claude Debussy (Jeux, 1913), Maurice Ravel (Daphnis und Chloé, 1912), Erik Satie (Parade, 1917), Richard Strauss (Josephs-Legende, 1914), Ottorino Respighi (La Boutique fantasque, 1918), Francis Poulenc (Les Biches, 1923). Dabei passte sein Choreograf Michel Fokine meistens die Musik für das Ballett an.
Der künstlerische Direktor für das Russische Ballett war Léon Bakst, mit dem Djagilew und Alexander Benua die Kunstzeitschrift Mir Iskusstwa gegründet hatten. Zusammen entwickelten sie eine schwierigere Form des Balletts mit Elementen, die der breiten Öffentlichkeit gefallen sollten und nicht nur der Aristokratie. Der exotische Anklang des Russischen Balletts hatte Auswirkungen auf die entstehende Art déco.
Der bemerkenswerteste Komponist, mit dem Djagilew arbeitete, war jedoch Igor Strawinsky, und so brachte die Premiere von Der Feuervogel am 25. Juni 1910 den beiden internationale Anerkennung. Kurz darauf folgten Petruschka (1911) und Le sacre du printemps (1913) und später Pulcinella (1920) und Les noces (1923).
Als Bühnenbildner arbeiteten für ihn neben Léon Bakst und Alexander Benois auch Henri Matisse, Georges Braque, Maurice Utrillo, Jean Cocteau, Nicholas Roerich und Pablo Picasso. Er verpflichtete auch bedeutende Choreografen: George Balanchine, Léonide Massine, Bronislava Nijinska und Serge Lifar.
Im Jahr 1916 trat Djagilew mit seinem Ballet in Madrid auf. Dort lernte er Manuel de Falla kennen. Aus der Zusammenarbeit mit ihm entstand das im Juli 1919 uraufgeführte Werk El sombrero de tres picos mit Flamencoelementen. Im Anschluss führte Djagilew in Paris und dann in London ein weiteres Flamencostück folkloristischen Inhalts, Cuadro Flamenco, auf.
In den 1920er Jahren lebte Djagilew mit dem deutlich jüngeren Boris Kochno zusammen, der auch sein Sekretär und Librettist war. Djagilew starb am 19. August 1929 im Exil in Venedig im Grand Hotel des Bains und wurde dort im orthodoxen Teil der Friedhofsinsel San Michele begraben. Auf seinen Grabstein ließ er Venedig, ständige Anregerin unserer Besänftigungen eingravieren. In den USA, Frankreich und Italien befinden sich heute Gedenktafeln mit seinem Namen; in der Nähe der Opéra Garnier in Paris ist ein Platz nach ihm benannt, in Monte Carlo hat der „größte Impresario“ ein Denkmal erhalten.